# نادي فورج
نادي فورج لكرة القدم (بالإنجليزية: Forge Football Club)‏ هو نادي كرة قدم كندي محترف مقره في هاميلتون، أونتاريو. يتنافس النادي في الدوري الكندي الممتاز في موسم 2019 الافتتاحي ويلعب مبارياته المنزلية في ملعب تيم فورتنيس.

## التاريخ
تم ربط هاميلتون بفريق كرة قدم احترافي في يونيو 2013، عندما ظهرت تقارير عن انطلاق دوري احترافي لكرة القدم في كندا. كان بوب يانغ، صاحب هاملتون تايجر كاتس، جزءًا من مجموعة من المستثمرين، معظمهم من رابطة كرة القدم الكندية، وكان يعمل مع اتحاد كرة القدم الكندي ورئيس فيكتور مونتاجلياني.
في فبراير 2016، طلبت مجموعة الملكية الحصول على إذن من مجلس مدينة هاميلتون لإقامة قبة فوق ملعب تيم هورتنز للسماح بالنشاط لمدة عام، بما في ذلك كرة القدم. عندما تم الإعلان رسميًا عن الدوري الكندي الممتاز، تم الكشف عن أن نادي هاميلتون سيكون الامتياز الرئيسي.
في 6 مايو 2017، كانت هاميلتون واحدة من مدينتين قبلهما الاتحاد الكندي لكرة القدم للحصول على عضوية النادي الاحترافي عندما تمت الموافقة بالإجماع على الدوري الكندي الممتاز.
تم كشف النقاب رسمياً عن نادي فورج بصفته الفريق السادس في الدوري في 12 يوليو 2018. وقد كشف النادي عن قمة وألوان وعلامات تجارية، فضلاً عن مكانته في الدوري لموسم الإطلاق 2019. تم اختيار الاسم لتمثيل التراث الصناعي للمدينة والمضي قدماً في بناء مستقبلها.
في 1 أكتوبر 2018، أعلن نادي فورج أن بوبي سميرنيوتيس سيكون أول مدرب رئيسي ومدير فني. في 29 نوفمبر 2018، تم إعلان كايل بيكير وكريس نانكو من قبل النادي كأول توقيعات له. تزامن هذا الإعلان مع كشف النقاب عن حدث أكبر من ذلك بكثير يتألف من كل فريق يعلن عن توقيع لاعبه المبدئي.
تأهل النادي لدوري الكونكاكاف 2019 بعد فوزه على نادي فالور 2-0 في 16 يونيو 2019. في أول ظهور له، فاز فورج على نادي أنتيغا 2-1 في مجموع المباراتين في سلسلة مباراتي الذهاب للتقدم إلى جولة 16. نادي فورج تم التخلص من النتيجة الإجمالية 4-2، ضد نادي أولمبيا الهندوراسي، في دور الـ 16.

## المدربين
| المدرب          | البلد | فترة التدريب         | الإحصائيات | الإحصائيات | الإحصائيات | الإحصائيات | الإحصائيات | الإحصائيات |
| المدرب          | البلد | فترة التدريب         | لعب        | فاز        | عدل        | خسر        | نسبة الفوز |            |
| --------------- | ----- | -------------------- | ---------- | ---------- | ---------- | ---------- | ---------- | ---------- |
| بوبي سميرنيوتيس | كندا  | 1 أكتوبر 2018 – الآن | 31         | 18         | 7          | 6          | 058٫06     |            |

## الألقاب
- الدوري الكندي الممتاز
  -  البطل: 2019